# 西乃山醫院
西乃山醫院（英語：Mount Sinai Hospital，MSH）是一所位於加拿大安大略省多倫多的醫院。該院與區内兩間隸屬大學醫療網絡的醫院（多倫多全科醫院及瑪嘉烈公主癌症中心）通過行人天橋和隧道相連，但是西乃山醫院是一所獨立運作的醫院，並不隸屬此網絡。在2005年的加拿大稅務局統計中，醫院報告指出其資產約有5.2億加元。
西乃山醫院的前身，多倫多猶太婦產及康復醫院於1923年成立，為市内的猶太裔社群以及其他低收入移民和非英語社群提供醫療服務，並為猶太裔醫科學生及醫生提供實習及就業機會。該院於1924年改為現稱，並於1973年遷至大學路現址。截至2007年，該院總共有472張床位。該院於2003-2004財政年度處理了近25000名病人，接生了近7000名嬰兒，並進行了近19000宗手術。
該院的研究所－森苗‧倫能菲德研究中心－於1985年成立，現時有超過600名職員，部分研究人員並任教於多倫多大學醫學院。

## 外部連結
- 森苗‧倫能菲德研究中心
- 加拿大稅務局有關本院資料[永久]

43°39′27″N 79°23′25″W / 43.65737°N 79.390286°W